# Landgoed Groot Otelaar
Landgoed Groot Otelaar is een nat natuurgebied aan de Otelaarseweg ten westen van Barneveld. Otelaar ligt tussen de A30 en Landgoed Klein Bylaer aan de noordzijde van de Kallenbroekerweg en ten zuiden van de Dronkelaarseweg.

## Natuur
Een groot deel bestaat uit open weidelandschap (bloemrijk grasland). De rest bestaat uit gemengde loof- en naaldbossen, houtwallen en gegraven poelen. Op de bosrand met Klein Bylaer komen beuken hakhoutstronken voor. Door het gebied loopt de Kleine Barneveldse Beek. Het water stroomt vanuit het oosten door Barneveld en voegt zich uiteindelijk samen met de Barneveldse Beek. Het landgoed is op wandel- en klompenpaden toegankelijk voor bezoekers.
Het natuurgebied van 14,7 hectare is sinds 2022 eigendom van van natuurbeheerder Geldersch Landschap & Kasteelen. De kern van het landgoed, met de historische boerderij Groot Otelaar en de twee landhuizen, is geen bezit van Geldersch Landschap. Doordat Groot Otelaar grenst aan natuurgebied Klein Bylaer bij buurtschap Kallenbroek kunnen beide landgoederen in samenhang worden onderhouden.

## Geschiedenis
De geschiedenis van Groot Otelaar gaat terug tot de 13e eeuw. Op oudere kaarten wordt de naam ook geschreven als Ottelaar. De boerderij werd in 1830 gebouwd op de fundamenten van eerdere bebouwing. De laatste grote verbouwing vond plaats in 1939. Boerderij Klein Otelaar werd waarschijnlijk pas in de achttiende eeuw gebouwd en werd gesloopt bij de aanleg van de A30.

### Van varkensboerderij tot natuurgebied
Het gebied ligt sinds 1995 binnen de Ecologische Hoofdstructuur. Er stond tot in de negentiger jaren van de vorige eeuw een boerderij met een groot aantal varkensstallen. Doordat Otelaar in een ‘reconstructiegebied’ lag mocht de agrarische bestemming verdwijnen. Toen de eigenaar wilde stoppen met zijn bedrijf, werd de boerderij met een stuk grond van zo'n 20 hectare aangekocht door een particulier met als doel om het gebied om te vormen tot natuurgebied.  Om de kosten te dragen was bebouwing nodig. De provincie Gelderland hanteerde de norm van ten minste 5 hectare nieuwe natuur voor één bouwblok van drie woningen op een nieuw landgoed. Het zou naast de bestaande boerderij resulteren in twee landhuizen met elk drie villa's en een rentmeesterswoning.
Een van de voorwaarden om voor de status van nieuw landgoed in aanmerking te komen, was het openstellen van het landgoed voor het publiek.
Een andere verplichting bij de omvorming tot natuurgebied was het behouden en versterken van historisch en landschappelijke kenmerken. Voorbeelden daarvan zijn de oprijlaan, een oude eikenlaan, erfbeplantingen en de oude boerderij. Vanaf 2004 werd op de bestaande akkers circa zes hectare nieuw bos aangeplant met 24.000 bomen. Er werden vier ‘amfibiepoelen’ gegraven en de beek door het gebied kreeg zijn natuurlijke oever en meanderende loop terug.

### Buitenplaatsen
De beide bebouwingen staan op kavels van ongeveer 2100 m². De twee carrévormige gebouwen bestaan ieder uit drie geschakelde woningen. Om de landgoeduitstraling te versterken zijn de woningen geschakeld door middel van de garages. Watergangen scheiden de bebouwing van het natuurgebied. Er is een gezamenlijk voorterrein dat bereikt kan worden via een brug over deze ‘slotgracht’.

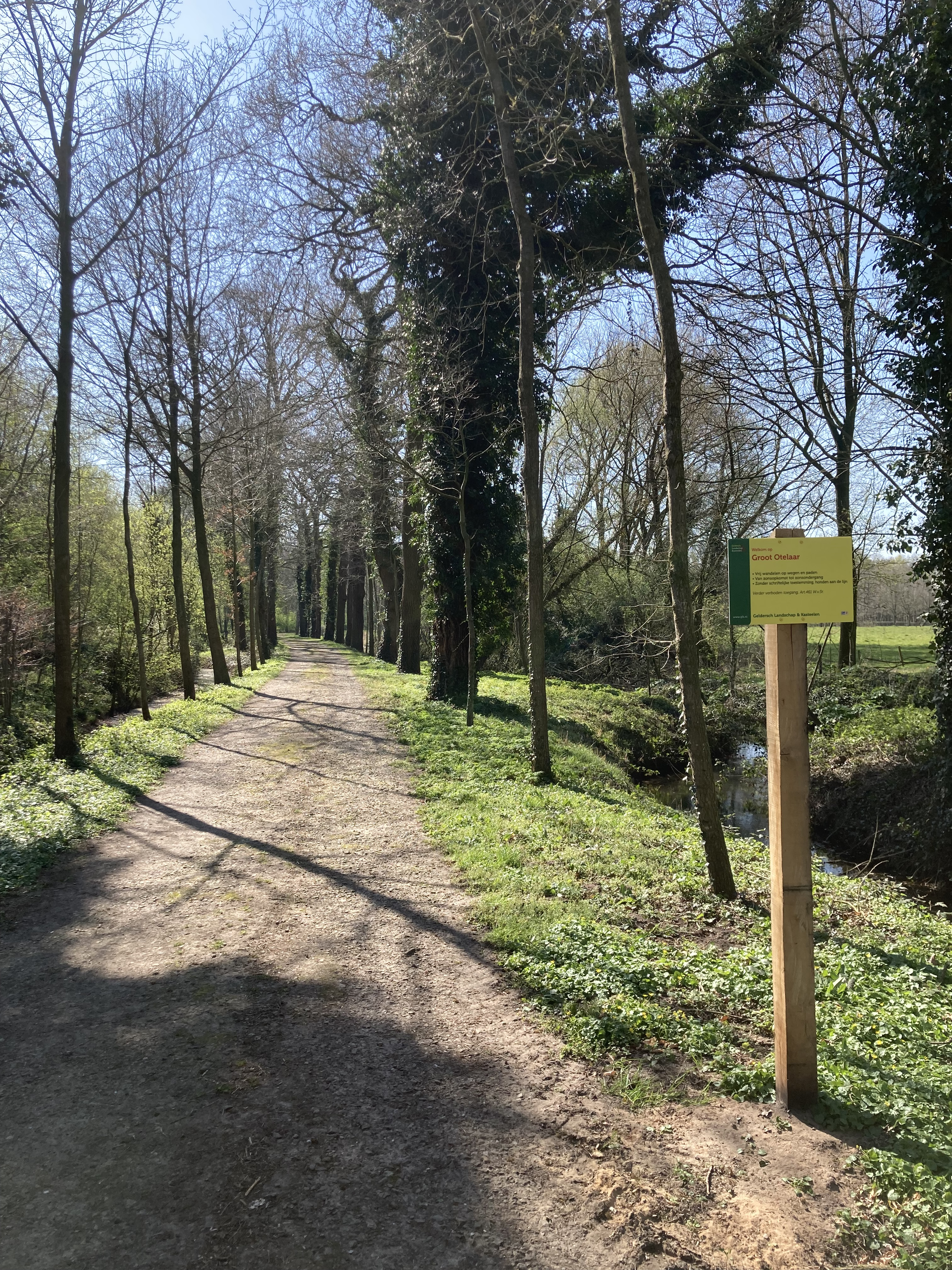
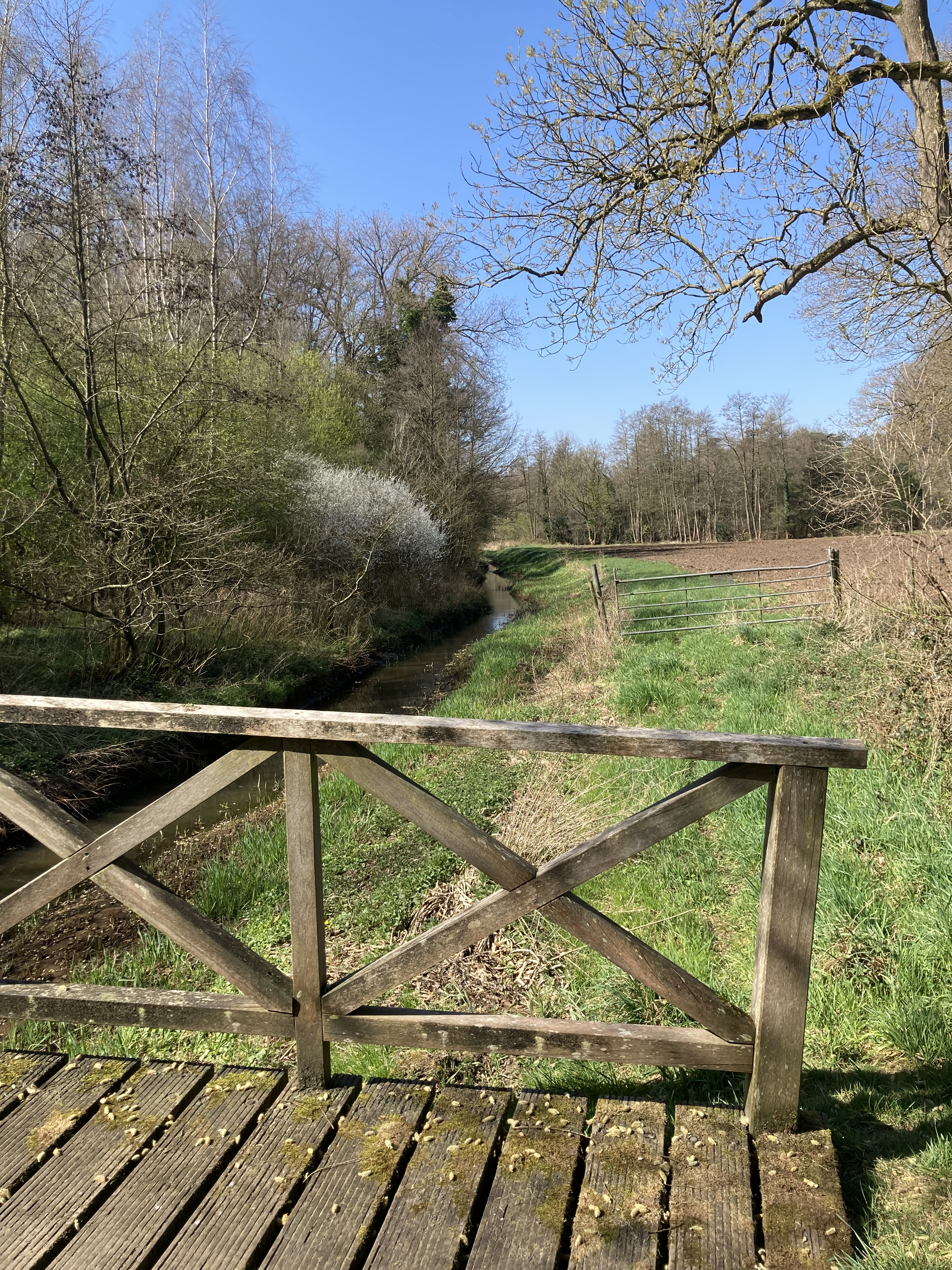
Kleine Barneveldse Beek
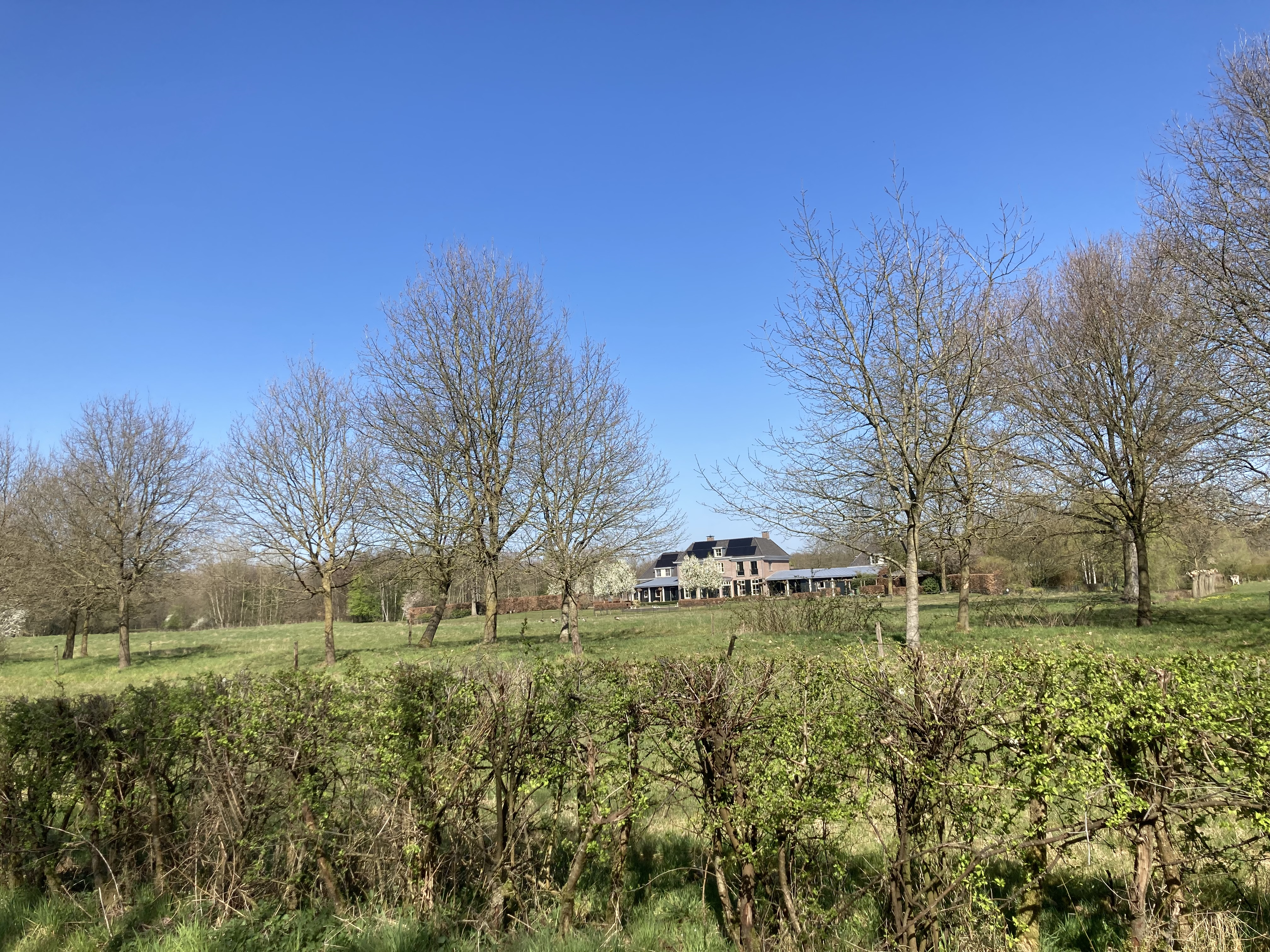
Kleine Barneveldse Beek
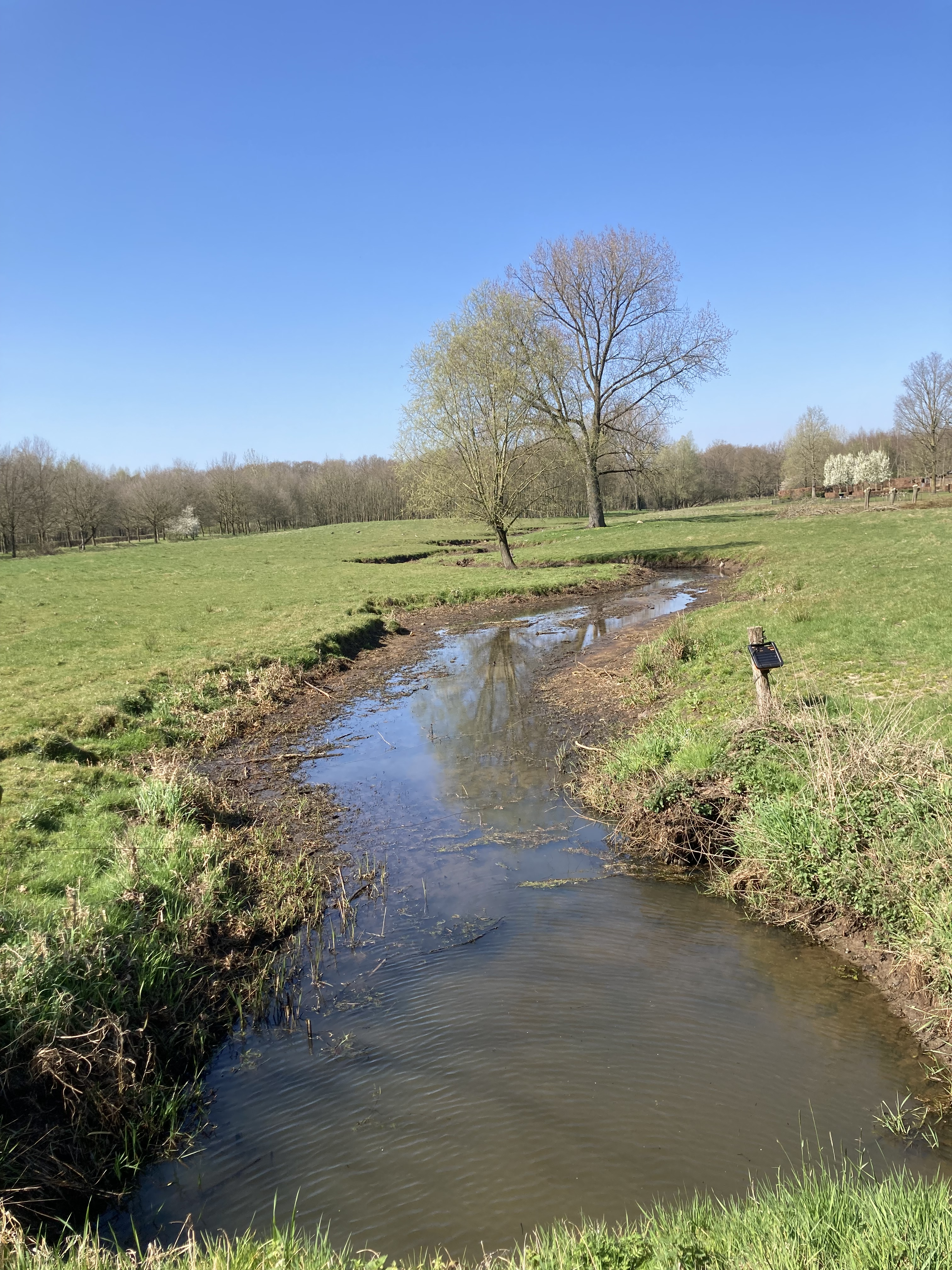
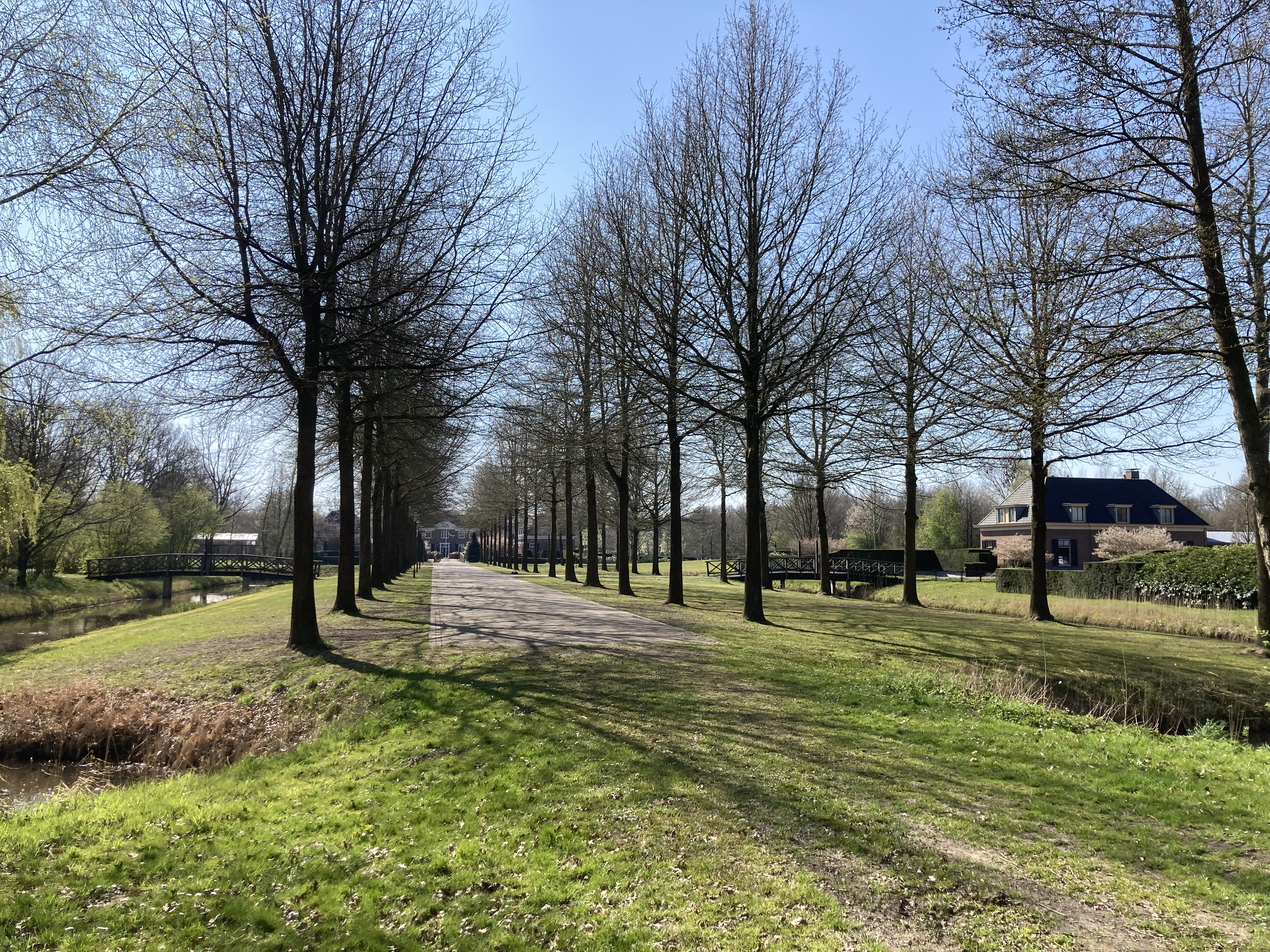